# Dorylus molestus
Dorylus molestus é uma espécie de formiga do gênero Dorylus.